# 謝涅日湖
謝涅日湖是俄羅斯的湖泊，位於莫斯科州，距離首都莫斯科約60公里，面積7公里，是謝斯特拉河的發源地，湖畔城鎮有索爾涅奇諾戈爾斯克。